# Restaurant Brands International
Restaurant Brands International ist ein Unternehmen der Systemgastronomie mit Hauptsitz in Oakville, Kanada. 
Das Unternehmen entstand 2014 aus der Fusion von Burger King mit der kanadischen Schnellrestaurantkette Tim Hortons. Neben diesen beiden Marken gehören auch die US-amerikanischen Ketten Popeyes Louisiana Kitchen und Firehouse Subs zu RBI.
Unter den vier RBI-Marken werden Schnellrestaurants an weltweit über 30.500 Standorten in mehr als 100 Ländern im Franchisemodell betrieben; zudem betreibt das Unternehmen weitere knapp 140 Standorte selbst.:23,27
RBI beschäftigt 6.400 Mitarbeiter, in dieser Zahl sind die Angestellten der Franchisepartner jedoch noch nicht eingefasst.:9
Hauptaktionär des Unternehmens ist mit einem Anteil von über 50 % die brasilianische Investmentgesellschaft 3G Capital.